# Harald Christensen (Ringer)

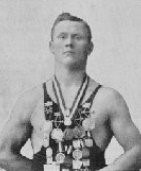
Harald Christensen

Jens Harald Christensen (* 4. Januar 1884 in Kopenhagen; † 8. August 1959 in Iowa City, Iowa, Vereinigte Staaten) war ein dänischer Ringer.

## Werdegang
Harald Christensen begann als Jugendlicher beim Sportklub Sparta Kopenhagen mit dem Ringen und wechselte später zum Sportklub AK Dan Kopenhagen. Er startete ab 1900 bei Wettkämpfen und rang ausschließlich im griechisch-römischen Stil, bei dem Griffe nur von der Hüfte aufwärts erlaubt sind. Seinen ersten größeren Erfolg erzielte er 1906, als er bei der dänischen Meisterschaft im Mittelgewicht den 2. Platz belegte. Bereits ein Jahr später wurde er erstmals dänischer Meister im Mittelgewicht. Bis 1924 holte er sich diesen Titel noch insgesamt siebenmal, meist im Halbschwergewicht. Harald Christensen war ein ausgesprochener Verteidigungskünstler, der viele seiner Kämpfe durch seine Ausdauer und Beharrlichkeit gewann.
Auf der internationalen Ringermatte erschien er erstmals 1907, als er bei einer Europameisterschaft in Kopenhagen hinter seinem Landsmann Edvard Sörensen den 2. Platz belegte. Im gleichen Jahr war er auch bei einer Weltmeisterschaft in Frankfurt am Main am Start. Er gewann dabei den Titel im Halbschwergewicht vor den Deutschen Johann Winker, Hugo Edinghaus und Paul Richter. Einzelergebnisse von dieser Veranstaltung sind, wie auch von den meisten anderen, nicht vorhanden.
Im Jahre 1908 nahm er an einer Weltmeisterschaft in Wien teil. Er belegte dort im Mittelgewicht hinter den Österreichern Robert Dirry und Alois Toduschek und vor Andreas Mrosek aus Österreich und Frithiof Mårtensson aus Schweden den 3. Platz. Im gleichen Jahr startete er auch bei den Olympischen Spielen in London. Er schied dort aber schon nach einer Niederlage in seinem ersten Kampf gegen den Schweden Fritz Larsson aus und erreichte nur den 17. Platz.
Im Jahre 1909 gewann Harald Christensen in Malmö erstmals der Titel eines Europameisters im Halbschwergewicht. Er verwies dabei Spitzenkönner wie Antti Savolainen aus Finnland sowie Lorenz Rosman, Anders Ahlgren und Alfred Bark aus Schweden auf die Plätze.
1910 belegte Harald Christensen sowohl bei einer Europameisterschaft in Düsseldorf als auch bei einer Weltmeisterschaft in Budapest jeweils den 3. Rang. In Düsseldorf hinter den Deutschen Hermann Buchholz und Fritz Kärcher und in Budapest hinter Johan van Westorp, Niederlande und Anders Ahlgren.
Im Jahre 1911 wurde er in Budapest erneut Europameister im Halbschwergewicht vor Jozsef Marothy und Janos Hudak aus Ungarn. In diesem Jahr startete er auch noch bei drei Weltmeisterschaften, die einen inoffiziellen Charakter trugen. In Berlin unterlag er im Finale dem Deutschen Karl Paulini und belegte hinter diesem den 2. Platz. In Dresden siegte er vor den Niederländern M. Meyer und J. Reindermann und in Wien siegte er ebenfalls vor den Österreichern Karl Barl, Johann Trestler und Alois Toduschek.
1912 startete Harald Christensen zum zweiten Mal bei Olympischen Spielen. In Stockholm siegte er dabei im Halbschwergewicht gegen Karl Barl und Ernst Nilsson aus Schweden, unterlag aber gegen Ivar Böhling aus Finnland und Anders Ahlgren und blieb damit erneut ohne Medaille.
Im Jahre 1913 nahm Harald Christensen letztmals an einer internationalen Meisterschaft teil. Bei der Europameisterschaft in Budapest musste er sich dabei dem Einheimischen Béla Varga geschlagen geben, hinter dem er den 2. Platz belegte.
Im Jahre 1915 wanderte Harald Christensen in die Vereinigten Staaten aus. Dort wurde er nach der Überwindung einiger Startschwierigkeiten unter dem Namen Mike Howard Ringertrainer an der Universität von Iowa. Er wurde damit zu einem der Väter des US-amerikanischen Ringens im griechisch-römischen Stil und trug den nicht ganz ernst gemeinten Ehrennahmen „Universitätsprofessor für Ringen“. Nach Europa kehrte er nie mehr zurück.

## Erfolge
(WM = Weltmeisterschaft, EM = Europameisterschaft, GR = griechisch-römischer Stil, Mi = Mittelgewicht, Hs = Halbschwergewicht)
- 1907, 2. Platz, EM in Kopenhagen, GR, Hs (bis 85 kg), hinter Edvard Sörensen und vor Robert Behrens, und Henry Nielsen, alle Dänemark;
- 1907, 1. Platz, WM in Frankfurt am Main, GR, Hs (bis 85 kg) vor Johann Winker, Hugo Endinghaus und Paul Richter, alle Deutschland;
- 1908, 3. Platz, WM in Wien, GR, Mi (bis 75 kg), hinter Robert Dirry und Alois Toduschek, beide Österreich und vor Andreas Mrosek, Österreich und Frithiof Mårtensson, Schweden;
- 1908, 17. Platz, OS in London, GR, Hs (bis 93 kg), nach einer Niederlage gegen Fritz Larsson, Schweden;
- 1909, 1. Platz, EM in Malmö, GR, Hs (bis 85 kg), vor Antti Savolainen, Finnland, Loarenz Rosman, Anders Ahlgren und Alfred Bark, alle Schweden;
- 1910, 3. Platz, EM in Budapest, GR, Hs (bis 85 kg), hinter Johan van Westorp, Niederlande und Anders Ahlgren und vor Gyapay und József Előd, beide Ungarn;
- 1910, 3. Platz, WM in Düsseldorf, GR, Hs (bis 85 kg) hinter Hermann Buchholz, Fritz Kearcher, Heinrich Ketzer und C. Schneidewind, alle Deutschland und Johan van Westorp;
- 1911, 1. Platz, Mitteleuropäische Meisterschaft in Prag, GR, Hs (bis 80 kg), vor Frantisek Kopriva und Maschat, beide Böhmen;
- 1911, 1. Platz, Inoffizielle Weltmeisterschaften in Wien, GR, Hs (bis 85 kg), vor Karl Barl, Johann Trestler und Alois Toduschek, alle Österreich;
- 1911, 1. Platz, Inoffizielle Weltmeisterschaften in Dresden, GR, Hs (bis 85 kg), vor M. Meyer und J. Reindermann, beide Niederlande;
- 1911, 2. Platz, Inoffizielle Weltmeisterschaften in Berlin, GR, Hs (bis 85 kg) hinter Karl Paulini und vor Wirrer, beide Deutschland;
- 1912, 8. Platz, OS in Stockholm, GR, Hs (bis 82,5 kg), mit Siegen über Karl Barl und Ernst Nilsson, Schweden und Niederlagen gegen Ivar Böhling, Finnland und Anders Ahlgren;
- 1913, 2. Platz, EM in Budapest, GR, Hs (bis 82,5 kg) hinter Béla Varga und vor Jozsef Marothy und Ernö Schwarcz, alle Ungarn und Uuno Pelander, Finnland

## Dänische Meisterschaften
Harald Christensen gewann im Jahre 1906 die dänische Vizemeisterschaft und von 1907 bis 1914 achtmal in Folge die dänische Meisterschaft im Mittel- bzw. Halbschwergewicht.